# Onychoteuthis
Onychoteuthis là một chi mực thuộc họ Onychoteuthidae.

## Loài
Chi này có các loài sau:
- Onychoteuthis aequimanus Gabb, 1868
- Onychoteuthis banksii (Leach, 1817),
- Onychoteuthis bergii Lichtenstein, 1818
- Onychoteuthis borealijaponica Okada, 1927,
- Onychoteuthis compacta (Berry, 1913)
- Onychoteuthis horstkottei Bolstad, 2010
- Onychoteuthis lacrima Bolstad & Seki, 2008
- Onychoteuthis meridiopacifica Rancurel & Okutani, 1990
- Onychoteuthis mollis (Appellöf, 1891)
- Onychoteuthis prolata Bolstad, Vecchione & Young, 2008